# Hylaea prosapiaria
Hylaea prosapiaria là một loài bướm đêm trong họ Geometridae.